# トップスポーツカー
トップスポーツカー（Top Sports Cars ）とは、スポーツカー・インターナショナル誌が2004年に選出したスポーツカーのランキングである。
1960年代からそれぞれの年代で5部門、および、総合（全期間）の1部門、計6部門。選出は雑誌の読者からものであり、米国の消費者および潜在的な消費者の意見を反映したものである。スポーツカー・エンスーにとっては車の歴史を知る上での有益な手がかりとなる。

## 総合
1. フェラーリ・250GTO（フェラーリ）
2. マクラーレン・F1（マクラーレン）
3. ジャガー・Eタイプ（ジャガー）
4. ランボルギーニ・ミウラSV（ランボルギーニ）
5. メルセデス・ベンツ・300SL（メルセデス・ベンツ）
6. ポルシェカレラRS（ポルシェ）
7. ポルシェ・356（ポルシェ）
8. ポルシェ・カレラGT（ポルシェ）
9. シェルビー289コブラ（シェルビー）
10. マツダ・ミアータ（マツダ）

## 2000年代
1. ポルシェ・カレラGT（ポルシェ）
2. フォード・GT（フォード）
3. フェラーリ・エンツォフェラーリ（フェラーリ）
4. パガーニ・ゾンダC12S（パガーニ・アウトモビリ）
5. ロータス・エリーゼ（ロータス）
6. ポルシェ・ボクスターS（986型）（ポルシェ）
7. ポルシェ・911GT3（996型）（ポルシェ）
8. ランボルギーニ・ガヤルド（ランボルギーニ）
9. ランボルギーニ・ムルシエラゴ（ランボルギーニ）
10. スバル・インプレッサWRX（スバル）

## 1990年代
1. マツダ・ミアータ （NA型）（マツダ）
2. ポルシェ・ボクスター （986型）（ポルシェ）
3. フェラーリ・550マラネロ（フェラーリ）
4. マクラーレン・F1（マクラーレン）
5. ポルシェ・911 （993型）（ポルシェ）
6. アキュラ・NSX（アキュラ、ホンダ）
7. フェラーリ・F355（フェラーリ）
8. ニッサン・300ZX（ニッサン）
9. ロータス・エリーゼ（ロータス）
10. マツダ・RX-7（FD型）（マツダ）

## 1980年代
1. ポルシェ・959（ポルシェ）
2. フェラーリ・288GTO（フェラーリ）
3. VWラビットGTI（Mk. I型）（フォルクスワーゲン）
4. アウディ・クワトロ（アウディ）
5. フェラーリ・F40（フェラーリ）
6. BMW・M3（E30型）（BMW）
7. ポルシェ・911カレラ（964型）（ポルシェ）
8. トヨタ・MR2（AW11型）（トヨタ）
9. ルノー・5ターボ（ルノー）
10. ランボルギーニ・カウンタック（ランボルギーニ）

## 1970年代
1. フェラーリ・365GTB/4デイトナ（フェラーリ）
2. ダットサン・240Z（ニッサン）
3. ランボルギーニ・カウンタック（ランボルギーニ）
4. ランボルギーニ・ミウラSV（ランボルギーニ）
5. フェラーリ・308GTS（フェラーリ）
6. フェラーリ・ディーノ（フェラーリ）
7. マツダ・RX-7（SA22C型）（マツダ）
8. ポルシェ・カレラRS（ポルシェ）
9. デ・トマソ・パンテーラ（デ・トマソ）
10. BMW・M1（BMW）

## 1960年代
1. ジャガー・Eタイプ（ジャガー）
2. シェルビー・コブラ（シェルビー）
3. ポルシェ・911（ポルシェ）
4. ランボルギーニ・ミウラ（ランボルギーニ）
5. シボレー・コルベットスティングレイ（シボレー）
6. ロータス・エラン（ロータス）
7. フェラーリ・250GT SWB（フェラーリ）
8. フェラーリ・275GTB/4（フェラーリ）
9. フェラーリ・250GTO（フェラーリ）
10. マセラティ・ギブリ（マセラティ）、ポルシェ・356C（ポルシェ）、フェラーリ・250GTベルリネッタ・ルッソ（フェラーリ）